# 水郷潮来バスターミナル
水郷潮来バスターミナル（すいごういたこバスターミナル）は、茨城県潮来市延方にある高速バスと一般路線バスのバスターミナルである。

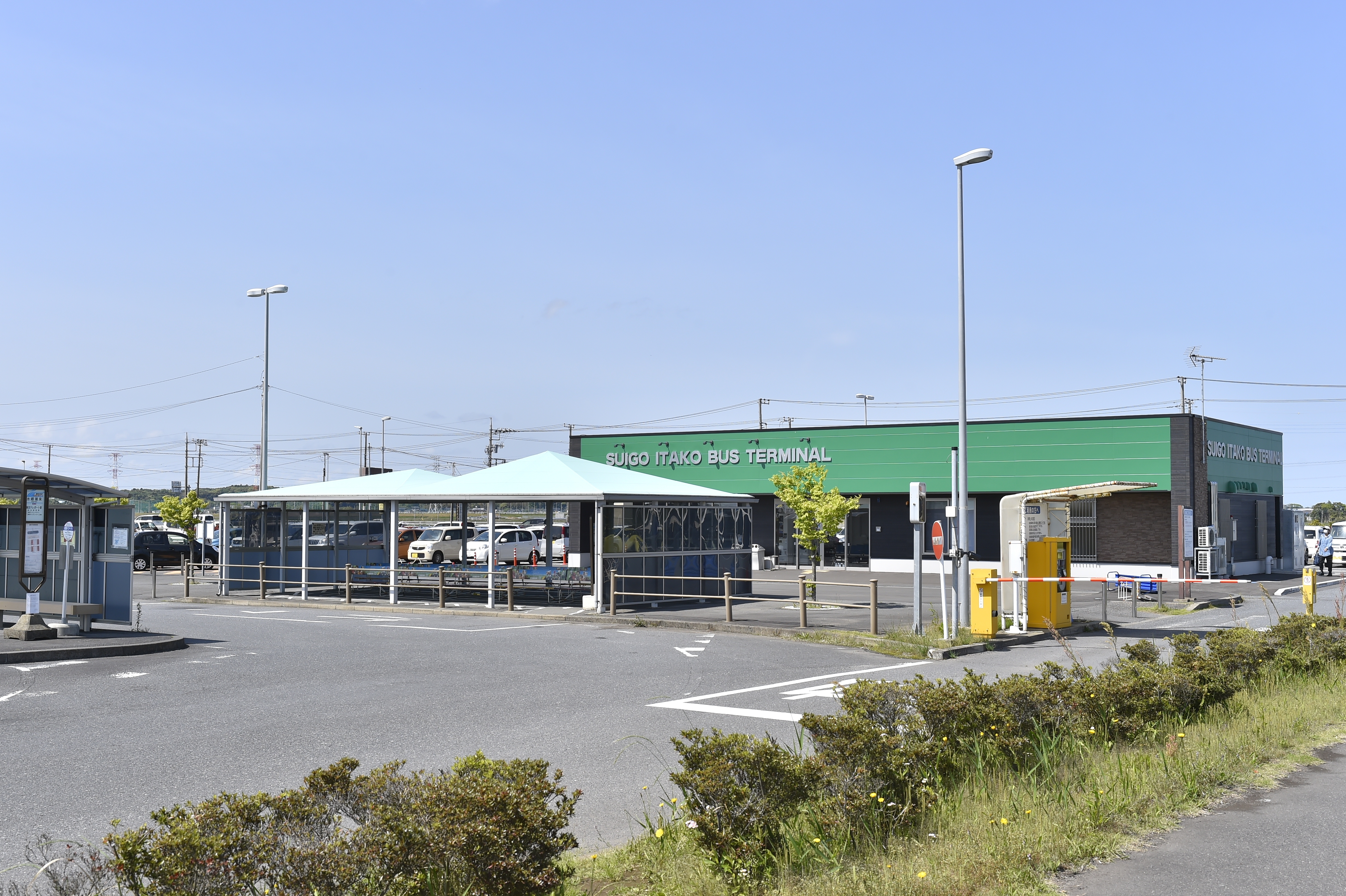
バスのりばと待合施設（2022年4月）

## 概要
東関東自動車道の潮来インターチェンジ出口付近に位置する。東京駅と鹿島神宮駅間を結ぶ高速バス「かしま号」の停留所の一つとして使用されていた旧水郷潮来停留所への整備需要から2002年に設置されたもので、東京方面への乗客が多く利用する。
現在は、5路線の高速バス（東京駅、成田空港、羽田空港、幕張・TDR・お台場方面）と2路線の路線バス（潮来市内、鹿嶋市、行方市方面）が乗り入れている。特に東京駅発着の「かしま号」は、1時間に約3本（約20分間隔、時間帯により変動あり）運行されている。
2021年11月頃、待合室と乗車券販売窓口が設けられている待合施設がリニューアルし、旧施設より待合室が広くなった。

## 施設

### 待合ホール

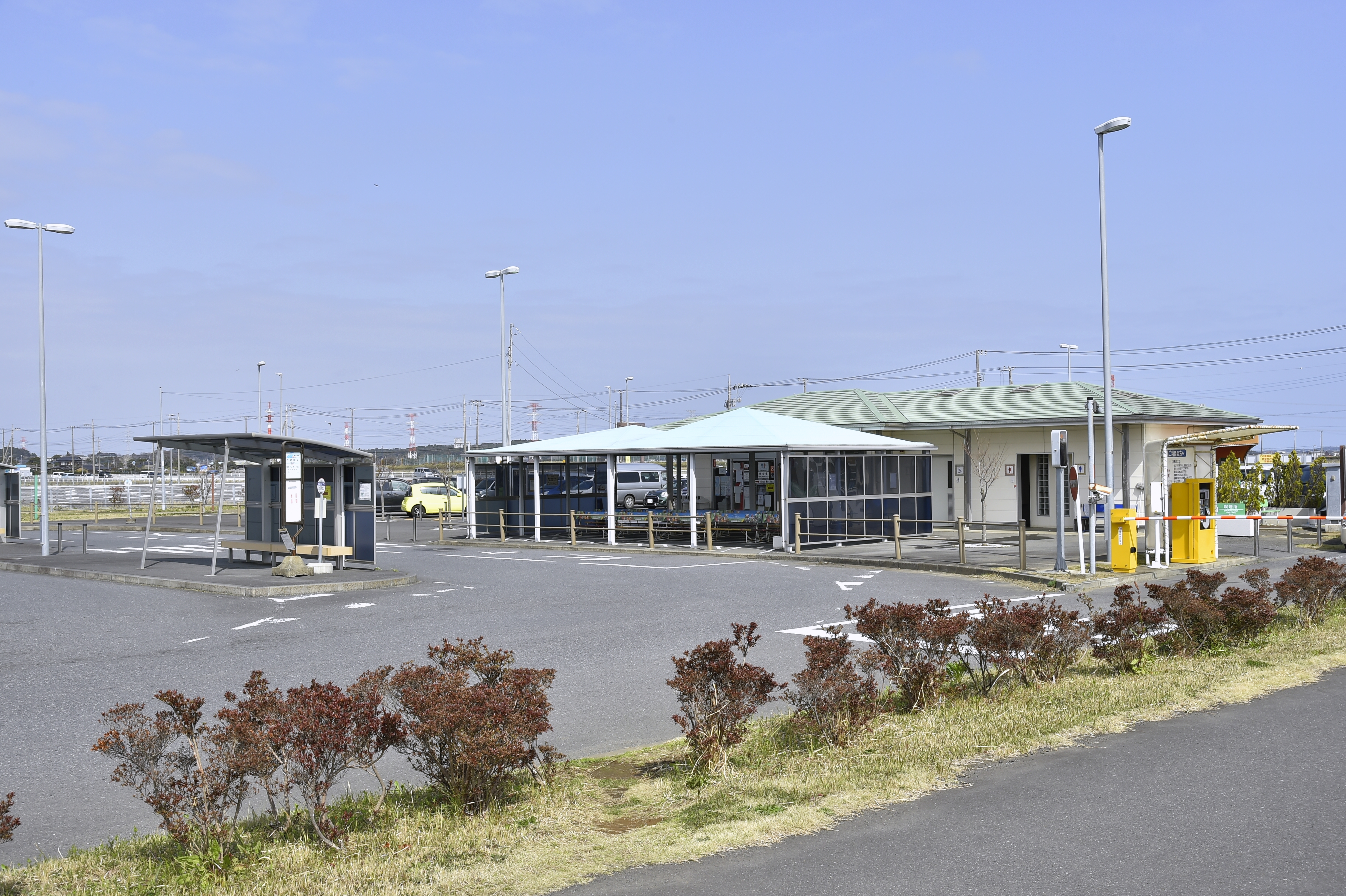
2021年3月頃のバスのりばと旧待合施設

- 乗車券発売窓口 - 高速バス乗車券・定期券・駐車場回数券販売
- 売店 - 道の駅いたこの人気商品・県内特産品土産を中心に販売
- 自動販売機（飲料水・ドトールコーヒー・軽食・新聞）
- 携帯電話充電器
- トイレ
- 授乳室
- 駐車場：428台（1時間無料、1時間超24時間まで500円、連泊駐車可）
- 駐輪場
- タクシーのりば

### 高速バス
■・・・全便予約制（ただし空席があれば乗車可） ◆・・・交通系ICカード（Suica、PASMO）利用可
- 東京駅行き
  - かしま号◆（JRバス関東・関東鉄道・京成バス）
- 東京駅 ⇔ 波崎総合庁舎
  - はさき号◆（関東鉄道）
- 海浜幕張駅・東京ディズニーリゾート・東京テレポート駅行き
  - 鹿島－TDR・東京テレポート線■◆（関東鉄道）
- 羽田空港行き
  - 鹿島－羽田空港線◆（関東鉄道）
- 成田空港行き
  - ローズライナー■[2]（千葉交通・茨城交通・関東鉄道）

### 路線バス
- 道の駅いたこ ⇔ 潮来市役所前・白浜少年自然の家・なめがたファーマーズヴィレッジ中央・麻生庁舎 経由 あそう温泉「白帆の湯」
  - 広域連携路線バス『鹿行北浦ライン』（関東鉄道（旧関鉄グリーンバス）◆）
- チェリオ・イオン鹿嶋店 ⇔ 鹿島神宮駅・道の駅いたこ・あそう温泉「白帆の湯」経由 麻生庁舎
  - 鹿行広域バス 『神宮あやめ白帆ライン』（関東鉄道◆、池田交通）

- かしま号（JRバス関東）
- はさき号（関東鉄道）
- TDR・東京テレポート線
（関東鉄道）
- ローズライナー（茨城交通）
- 広域連携路線バス 鹿行北浦ライン（関鉄グリーンバス）
- 鹿行広域バス 神宮あやめ白帆ライン（池田交通）

## 周辺状況
バスターミナル周辺には、民間の有料駐車場や高速道路のインターチェンジも整備されている点から、物流センターの倉庫が所在している。
- 道の駅いたこ
- 東関東自動車道:潮来IC
- 佐川急便潮来営業所（茨城県営業店）
- セイミヤ潮来物流センター